# Ascetismo del mundo interior
El ascetismo del mundo interior  fue caracterizado por Max Weber en Economía y sociedad como la concentración del comportamiento humano en actividades que conducen a la salvación dentro del contexto del mundo cotidiano.
Lo vio como una influencia primordial en el surgimiento de la modernidad y el mundo tecnológico, un punto desarrollado en La ética protestante y el espíritu del capitalismo.

## Tipología cuádruple
La  tipología de la religión de Weber estableció la distinción entre ascetismo y misticismo frente a la que existe entre orientaciones mundanas internas y mundanas externas, para producir un conjunto cuádruple de tipos religiosos. Según Talcott Parsons, las posturas de otro mundo no proporcionaban ninguna influencia sobre los problemas socioeconómicos, y los místicos del mundo interior no le daban importancia al mundo material que los rodeaba. El asceta del mundo interior actuaba dentro de las instituciones del mundo, mientras se oponía a ellas, y como un instrumento de Dios. Sin embargo, Stefan Zaleski demostró que el misticismo del mundo interior como podría ser mágico estaría interesado en la transformación activa de la realidad.
En las religiones que pueden caracterizarse por el ascetismo del mundo interior, el mundo se le aparece al virtuoso religioso como su responsabilidad.

## Racionalismo
Para Weber, el asceta mundano es un racionalista. Racionaliza su propia conducta, pero también rechaza la conducta que es específicamente irracional, estética o dependiente de sus propias reacciones emocionales hacia el mundo.
El ascetismo del mundo interior, incluido sobre todo el Protestantismo, enseñó el cumplimiento de las obligaciones en el mundo como único método para demostrar el mérito religioso. Su énfasis en la importancia de la propia  vocación alentó la diferenciación de las esferas de la vida, mientras que su racionalidad favoreció un énfasis en la ley natural "aspectos adicionales que realzan el impacto que Weber postuló que tal ascetismo tuvo sobre el desarrollo del capitalismo, o más bien el tipo particular de capitalismo que Weber consideró marcado por "la organización racional y la institucionalización de las relaciones sociales... el capitalismo burgués racional".

## Crítica
- Los críticos han cuestionado la validez de la vinculación de Weber entre el calvinismo, y la predestinación en particular, con el surgimiento del espíritu capitalista;[11] así como disputar de manera más general cualquier vínculo inherente o correlativo entre el protestantismo y el capitalismo.[12]
- Posmodernismo en su repudio de las metanarrativas[13] ha rechazado la teoría de Weber como un aspecto (eurocéntrico) de tales grandes relatos;[14] aunque Fredric Jameson lo ve como iluminando al menos una faceta de la revolución cultural burguesa[15] la transformación psicosociológica que acompañó el paso de la sociedad tradicional y la sociedad agraria al sistema-mundo urbano moderno.

## Ver además
- Desencantamiento
- Erich Fromm
- R. H. Tawney

## Otras lecturas
- Christopher Hill, 'Protestantism and the Rise of Capitalism', in Change and Continuity in Seventeenth-Century England (1974)
- P. C. Gordon Walker, “Capitalism and the Reformation” Economic History Review Nov 1937
- R. W. Green ed., Protestantism and Capitalism: The Weber Thesis and its Critics (1959)